# Фрлуга
Фрлуга (словен. Frluga) — поселення в общині Кршко, Споднєпосавський регіон, Словенія. Висота над рівнем моря: 481,7 м.